# 卡萝尔·菲尼
卡萝尔·菲尼（英語：Carol Feeney，1964年10月4日—），美国前女子赛艇运动员。她曾代表美国参加1992年夏季奥林匹克运动会赛艇比赛，获得女子四人单桨无舵手银牌。